# Bracon nigratus
Bracon nigratus (Wesmael, 1838), es una especie de insecto del género Bracon de la familia Braconidae del orden Hymenoptera.

## Descripción
- Tamaño y antenas: Cuerpo de 3.1 mm. Antenas tan largas como el cuerpo, con 21 segmentos; flagelómeros gradualmente más delgados.
- Cabeza: Ancha y pulida, ojos más largos que las sienes; abertura oral relativamente grande.
- Mesosoma: Robusto y brillante, con surcos (notaulix) débiles y algunas rugosidades en el propodeo.
- Patas: Fémur trasero ancho (3.3× más largo que ancho). Garra curvada con lóbulo basal puntiagudo.
- Alas: Ala anterior ligeramente más larga que el cuerpo; pterostigma ancho. Venas bien definidas.
- Terguitos (abdomen): Primer terguito ancho y esculpido; segundo densamente rugoso; los siguientes con rugosidad longitudinal débil. Ovipositor corto.
- Coloración: Cuerpo y antenas negras. Mandíbulas amarillas, patas delanteras mayormente amarillas, patas medias y traseras marrones. Alas ligeramente ahumadas.[5]

## Taxonomía
Fue descrita científicamente por primera vez en el año 1838 por Wesmael.

## Distribución
Región Paleártica Occidental, Georgia, Rusia Asiática: Siberia.